# کنسولاچائو (میناس گرایس)
کنسولاچائو (به پرتغالی: Consolação) یک منطقهٔ مسکونی در برزیل است که در میناز ژرایس واقع شده‌است. کنسولاچائو ۸۵٫۹۳۶ کیلومتر مربع مساحت و ۱٬۷۸۴ نفر جمعیت دارد.